# 榊原政春

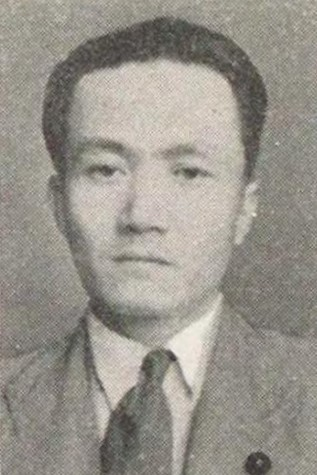
榊原政春

榊原 政春（さかきばら まさはる、1911年（明治44年）3月15日 - 2002年（平成14年）12月11日）は、昭和期の実業家、政治家、華族。貴族院子爵議員。

## 経歴
後に子爵・榊原政敬の養子となる榊原政和の二男として生まれる。父の死去に伴い、1927年（昭和2年）3月1日、子爵を襲爵した。
1935年（昭和10年）東京帝国大学法学部を卒業。その後、同学部研究室で国際政治学を研究。1936年、台湾拓殖に入社。1938年（昭和13年）に召集され野砲兵第1連隊に入隊。1940年（昭和15年）陸軍少尉に任官し、1941年（昭和16年）南方軍司令部付となり、1942年（昭和17年）陸軍中尉に昇進。南方軍では、報道部、軍政部員として勤務し、日本陸軍占領地をくまなく視察した。1943年（昭和18年）に帰国し、軍需省軍需官、大東亜省嘱託、商工省嘱託、内閣嘱託、文化建設会理事などを務めた。
1946年（昭和21年）5月10日、貴族院子爵議員補欠選挙に当選し、研究会に所属して活動し1947年（昭和22年）5月2日の貴族院廃止まで在任した。同年4月の第1回参議院議員通常選挙において新潟県地方区から無所属で立候補したが次点で落選した。その後、富士自動車特別顧問、東急建設顧問などを務めた。

## 著書
- 『一中尉の東南アジア軍政日記』草思社、1998年8月

## 親族
- 妻 榊原喜佐子[10]（徳川慶久三女）[1]
- 長男 榊原政信[1]